# Innovationsakademie für Mikrosatelliten
Die Innovationsakademie für Mikrosatelliten (chinesisch 中國科學院微小衛星創新研究院 / 中国科学院微小卫星创新研究院) ist eine Einrichtung der Chinesischen Akademie der Wissenschaften, die sich ursprünglich mit der Entwicklung von Technologieerprobungs- und Forschungssatelliten befasste, später aber zum Beispiel auch Navigationssatelliten für das Beidou-System herstellte und 2019 in den kommerziellen Sektor expandierte. Die Hauptverwaltung der Innovationsakademie befindet sich im Hochtechnologie-Park Zhangjiang des Stadtbezirks Pudong von Shanghai. Direktor der Innovationsakademie ist seit 1. Januar 2019 der Luft- und Raumfahrttechnik-Professor Gong Jiancun (龚建村),
ein Experte für Weltraumwettervorhersage.

## Geschichte

### Abteilung für Kleinsatellitenprojekte
In den 1990er Jahren begannen die USA, Russland und die Europäische Weltraumorganisation ESA an kleinen Kommunikationssatelliten zu arbeiten, die trotz geringem Kapitaleinsatz und kurzen Entwicklungszeiten durchaus ernstzunehmende Fähigkeiten hatten. 1995 schlug auch die Chinesische Akademie der Wissenschaften vor, angesichts der Anforderungen bei der Entwicklung zukunftsfähiger Technologien für Satellitenkommunikation einen kleinen Datenübertragungssatelliten von weniger als 100 kg zu bauen, der in einer erdnahen Umlaufbahn platziert werden sollte. 1996 legte das damalige Institut für Metallurgie und Keramik der Akademie der Wissenschaften (中国科学院冶金陶瓷研究所) ein Konzept für einen derartigen Satelliten und seine Kommunikationssysteme vor. Ende 1997 beschloss die Akademie der Wissenschaften offiziell den Bau eines kleinen Kommunikationssatelliten mit der Fähigkeit zur Speicherung und Übertragung von Daten namens „Chuangxin 1“ (创新一号, also „Innovation 1“). Mit der Entwicklung wurden das Institut für Metallurgie und das Shanghaier Institut für technische Physik der Akademie der Wissenschaften beauftragt.
Die Kernkompetenz dieser beiden Institute war wissenschaftliche Grundlagenforschung. Für die ingenieurtechnischen Aspekte des Satelliten suchte man Hilfe bei der Shanghaier Akademie für Raumfahrttechnologie und der Shanghaier Post- und Telekommunikationsbehörde (上海邮电管理局). Am 26. Februar 1999 gründeten die vier Einrichtungen
die Abteilung für Kleinsatellitenprojekte der Chinesischen Akademie der Wissenschaften (中国科学院小卫星工程部). Dies gilt heute als Gründungsdatum der Innovationsakademie für Mikrosatelliten.
Im April 1999 begann man mit der praktischen Arbeit an dem Projekt, 2002 war der 88 kg schwere, würfelförmige Satellit dann fertiggestellt. Es dauerte jedoch noch ein Jahr, bis sich eine Mitfluggelegenheit fand. Am 21. Oktober 2003 wurde Chuangxin 1 von einer Changzheng 4B vom Kosmodrom Taiyuan aus zusammen mit dem chinesisch-brasilianischen Erdbeobachtungssatelliten CBERS-2 in eine um 98,5° zum Äquator geneigte, sonnensynchrone Umlaufbahn von 686 × 759 km Höhe gebracht.
Chuangxin 1 diente primär der Erprobung von Technologien für militärische Zwecke. Anders als bei regulären Kommunikationssatelliten erfolgte hier die Übertragung nicht in Echtzeit, sondern die Daten wurden an Bord zwischengespeichert, bevor sie zum gegebenen Zeitpunkt an den Empfänger – zum Beispiel ein Schiff vor der Küste Afrikas – weitergesandt wurden. Durch die polare Umlaufbahn konnte mit einem einzigen Kleinsatelliten die gesamte Erde abgedeckt werden. Um die Stör- und Abhörsicherheit zu erhöhen, nutzte der Satellit ein breites Frequenzband, aus dem wechselnde Kanäle für die Datenübertragung gewählt wurden. Die aktive Lageregelung und der Ausgleich des Drehimpulses der Reaktionsräder erfolgte mit Magnettorquern im Inneren des Gehäuses. Dadurch konnten alle sechs Seiten des Würfels mit Solarzellen besetzt werden, die eine durchschnittliche Leistung von 30 Watt lieferten.

### Shanghaier Ingenieurbüro für Mikrosatelliten
Am 14. Dezember 2003 wandelte die Akademie der Wissenschaften die Abteilung für Kleinsatellitenprojekte um und gründete zusammen mit der Stadtregierung von Shanghai das „Shanghaier Ingenieurbüro für Mikrosatelliten“ (上海微小卫星工程中心 bzw. Shanghai Engineering Center for Microsatellites, kurz SECM) als gemeinnützigen Verein.
Neben einem Nachfolgesatelliten für Chuangxin 1, den am 5. November 2008 mit einer Changzheng 2D vom Kosmodrom Jiuquan gestarteten Chuangxin 1-02 bzw. 创新一号（02）, war die erste große Aufgabe des Ingenieurbüros die Entwicklung eines Begleitsatelliten für die bemannte Raumfahrtmission Shenzhou 7 im September 2008. Der nach den Entwürfen des Ingenieurbüros bei der Shanghaier Akademie für Raumfahrttechnologie gebaute Banxing (伴星, also „Begleitsatellit“) basierte auf der Technologie von Chuangxin 1, war jedoch mit knapp 40 kg nur halb so schwer.
Der würfelförmige Satellit besaß eine 1,3-Megapixel-Stereokamera, mit der er aus Entfernungen von 4 m bis 2 km scharfe Bilder des Raumschiffs aufnehmen konnte. Nach dem Abflug der Besatzung sollte er das in der Umlaufbahn verbliebene Orbitalmodul umkreisen, was beträchtliche Anforderungen an die Positionsbestimmungs- und Lageregelungssysteme stellte. Daher wurde der Satellit mit GPS (Beidou war damals noch in der Versuchsphase) und einem präzisen Kaltgastriebwerk mit flüssigem Ammoniak ausgestattet.
Neben den Solarzellen, mit denen das Gehäuse besetzt war, besaß Banxing einen Lithium-Ionen-Akkumulator, um die Stromversorgung auch während der Zeit sicherzustellen, wo sich das Raumschiff im Erdschatten befand. In der chinesischen Raumfahrt hatte man damals noch keine Erfahrung mit diesem Akkumulatortyp, und es bestand eine reale Brandgefahr, also eine Gefährdung der Raumfahrer. Während der Entwicklungsphase explodierte ein Prototyp im Labor, aber am Ende konnten die Probleme gelöst werden. Heute finden Lithium-Ionen-Akkumulatoren breite Verwendung bei Raumflugkörpern.
Im weiteren Verlauf entwickelte das Ingenieurbüro für Mikrosatelliten eine Reihe weiterer Technologieerprobungssatelliten der Chuangxin-Serie,
aber auch den am 15. September 2016 zusammen mit dem Raumlabor Tiangong 2 gestarteten Begleitsatelliten Banxing 2 für das bemannte Raumfahrtprogramm.
Außerdem lieferte das Ingenieurbüro zusammen mit der Shanghaier Akademie für Raumfahrttechnologie ab 2015 Satelliten für die dritte Ausbaustufe des Beidou-Systems, mit einer Ausnahme alle für mittlere Erdumlaufbahnen (MEO).
Neben diesen ingenieurtechnischen Auftragsarbeiten wurden aber – meist im Rahmen des Weltraumwissenschaftlichen Prioritätsprogramms der Chinesischen Akademie der Wissenschaften – auch Forschungssatelliten entwickelt:
- Dark Matter Particle Explorer (DAMPE), gestartet am 17. Dezember 2015
- Micius, gestartet am 15. August 2016
- Carbon Dioxide Observation Satellite (TanSat), gestartet am 22. Dezember 2016[18]

### Innovationsakademie für Mikrosatelliten
Im Juni 1998 hatte der Staatsrat der Volksrepublik China ein auf 13 Jahre angelegtes Programm zum Aufbau eines Nationalen Innovationssystems (国家创新体系) verabschiedet, bei dem die Chinesische Akademie der Wissenschaften als Versuchseinrichtung eine Vorreiterrolle spielen sollte. Daraufhin wurde an der Akademie das sogenannte „Wissensinnovationsprojekt“ (知识创新工程) gestartet.
Dies eröffnete den Zugang zu neuen Fördergeldern, von der Politik wurde aber auch eine Strukturreform der Akademie erwartet. Vor diesem Hintergrund verabschiedete die Akademie im Juli 2014 den „Grundriss eines Plans für die Operation Führungsrolle sowie einer allumfassenden und tiefgreifenden Reform der Chinesischen Akademie der Wissenschaften“ (中国科学院“率先行动”计划暨全面深化改革纲要). Im Rahmen der „Operation Führungsrolle“ wurden die Institute der Akademie in vier Kategorien eingeteilt:
- Innovationsakademie (创新研究院)
- Hervorragendes Innovationszentrum (卓越创新中心)
- Großes wissenschaftliches Forschungszentrum (大科学研究中心)
- Forschungsinstitut von eigenem Gepräge (特色研究所)

Die Innovationsakademien sollten auf folgenden fünf Gebieten tätig sein:
- Mikrosatelliten
- Informationstechnik
- Weltraumwissenschaft
- Meerestechnik
- Pharmazie[20]

Für den Bereich Mikrosatelliten wurde im Oktober 2014 das Shanghaier Ingenieurbüro für Mikrosatelliten als Versuchseinrichtung ausgewählt. In den folgenden Jahren funktionierten alle vom Ingenieurbüro konstruierten Satelliten absolut fehlerfrei.
Daher wurde am 22. August 2017 offiziell die „Innovationsakademie für Mikrosatelliten“ als Einrichtung der Chinesischen Akademie der Wissenschaften gegründet; die feierliche Einweihung fand am 26. September 2017 statt.
Das Ingenieurbüro für Mikrosatelliten als Gemeinschaftsprojekt mit der Stadtregierung von Shanghai blieb parallel dazu jedoch bestehen und baute zusammen mit der Shanghaier Akademie für Raumfahrttechnologie unter anderem eine ganze Reihe von MEO-Satelliten für das Beidou-Navigationssystem.
Neuere Forschungssatelliten der Innovationsakademie sind unter anderem:
- Taiji-1, gestartet am 30. August 2019
- Gravitational Wave High-Energy Electromagnetic Counterpart All-Sky Monitor (GECAM), gestartet am 9. Dezember 2020
- Advanced Space-based Solar Observatory (ASO-S)

## Struktur
Die Innovationsakademie für Mikrosatelliten besitzt im wissenschaftlich-technischen und im Verwaltungsbereich zusammengenommen rund 600 Mitarbeiter. Im Herbst 2019 hatten 88 % davon einen Hochschulabschluss, das Durchschnittsalter betrug 34 Jahre.
Neben den üblichen Verwaltungsabteilungen wie Buchhaltung, Personalbüro, Prüfungsamt und Büro für Geheimhaltung besitzt die Innovationsakademie folgende wissenschaftlich-technische Abteilungen:
- Forschungsinstitut für Kommunikationssatelliten
- Forschungsinstitut für Navigationssatelliten
- Forschungsinstitut für Fernerkundungssatelliten
- Forschungsinstitut für Forschungssatelliten
- Forschungsinstitut für Mikro- und Nanosatelliten
- Technisches Entwicklungszentrum
- Zentrum für neue Technologien
- Zentrum für strategische Ausrichtung und Projektbegutachtung[22]

Am Hauptsitz der Innovationsakademie im Hochtechnologie-Park Zhangjiang, Stadtbezirk Pudong, befinden sich auf insgesamt 27.000 m² neben einer Werkstatt für die Endmontage auch Labors, in denen die Satelliten Weltraumbedingungen ausgesetzt werden können (Vakuum, Hitze, Kälte), außerdem können dort die mechanischen Belastungen beim Start simuliert werden. Am 12. Oktober 2019 wurde in der Großgemeinde Nanhui New City, im Sondergebiet Lingang des Pilotprojekts Freihandelszone Shanghai (中国（上海）自由贸易试验区临港新片区) etwas südlich des Shanghai Pudong International Airport, der von Innovationsakademie und Ingenieurbüro gemeinsam betriebene Nordcampus der Satellitenentwicklungs- und Produktionsbasis Lingang (临港卫星研制基地北区) in Betrieb genommen. Dort befinden sich sieben Endmontagehallen mit insgesamt 36.000 m², in denen gleichzeitig 30 bis 50 Satelliten im Tonnenbereich sowie 100 Mikro- und Nanosatelliten hergestellt werden können. In dieser Einrichtung sollen primär staatliche Aufträge für Kommunikations-, Navigations- und Fernerkundungssatelliten abgewickelt werden.
Gleichzeitig mit der Inbetriebnahme des Nordcampus fand der erste Spatenstich für den Südcampus statt, auf dem eine Fabrik mit einer Produktionskapazität von 600 Mikro- und Nanosatelliten für private Kunden gebaut sowie Plattformen zur Betreuung besagter Satelliten, insbesondere von Satellitenkonstellationen, eingerichtet werden sollen. Nach Fertigstellung des Südcampus soll ein Ostcampus mit einem Gründerzentrum für Raumfahrtunternehmen und einem Weltraumwissenschaftlichen Austauschzentrum errichtet werden, wo Innovationsakademie und Ingenieurbüro ihre technische Expertise weitergeben und junge Firmen bei der Entwicklung von Anwendungsmöglichkeiten für die Daten von Fernerkundungssatelliten etc. unterstützen wollen. Außerdem gibt es noch ein Areal für zukünftige Erweiterungen, wo man integrierte Schaltkreise und hochwertige elektronische Bauelemente für Satelliten sowie preisgünstige Geräte für Satellitenanwendungen herstellen will. Die Satellitenentwicklungs- und Produktionsbasis Lingang wird dann 16 ha umfassen, die gesamten Baukosten werden Stand 2019 rund 2,2 Milliarden Yuan betragen, von der Kaufkraft her etwa 2 Milliarden Euro.

## Lehre
Neben ihrer Aufgabe als Entwickler von Satelliten fungiert die Innovationsakademie auch als Campus der Universität der Chinesischen Akademie der Wissenschaften. Für Studenten, die mindestens ein Vordiplom besitzen wird ein Diplomstudiengang in Luft- und Raumfahrttechnik, ein Diplomstudiengang in Informatik sowie ein Diplom- und ein Promotionsstudiengang in Nachrichtentechnik angeboten.
An der Innovationsakademie aufgenommen zu werden, ist nicht einfach. Man benötigt unter anderem Empfehlungsschreiben von zwei anerkannten Experten auf dem jeweiligen Fachgebiet; die Bewerbungsfrist für das im Herbst 2021 beginnende Studienjahr lief am 12. Januar 2021 ab.
In den Prüfungskommissionen für die Disputationen sitzen nicht nur Professoren der Innovationsakademie, sondern auch von anderen Instituten der Akademie der Wissenschaften und zum Beispiel auch vom Astronomischen Observatorium Shanghai.